# São Camilo de Lellis (título cardinalício)
São Camilo de Lellis (em latim, S. Camilli de Lellis ad Hortos Sallustianos) é um título cardinalício instituído, em 5 de fevereiro de 1965 pelo Papa Paulo VI, pela constituição apostólica Sacris Romanae Ecclesiae.
A igreja, sobre qual o título existe, San Camillo de Lellis, foi construído sob o pontificado do Papa Pio X e eregida em 10 de maio de 1910 pelo cardeal vigário Pietro Respighi com o decreto Per costitutionem. Atualmente, a igreja é governada pelos Camilianos. Quando Paulo VI eregiu o título de cardeal, a Igreja subiu para o posto de Basílica Menor.

## Titulares protetores
- Paul Zoungrana, M.Afr. (1965 - 2000)
- Juan Luis Cipriani Thorne (2001 - )